# Joseph (iduméen)
 (août 2014).
Si vous disposez d'ouvrages ou d'articles de référence ou si vous connaissez des sites web de qualité traitant du thème abordé ici, merci de compléter l'article en donnant les références utiles à sa vérifiabilité et en les liant à la section « Notes et références ».
Joseph est un noble iduméen, frère du gouverneur de Judée Antipater et oncle d'Hérode le Grand. Il épouse sa nièce Salomé, sœur du futur roi Hérode le Grand, qui lui donne deux enfants : Joseph et Antipater. D'après Flavius Josèphe, Salomé accusa en 29 av. J.-C. Mariamne l'Hasmonéenne, la femme d'Hérode, d'avoir eu des relations coupables avec son mari Joseph. En effet, elle reprochait à Mariamne, issue de la dynastie hasmonéenne, de la mépriser en raison de l'origine humble de sa famille. Hérode fait exécuter Joseph.